# حزب کارگر نیوزیلند
حزب کارگر یا حزب کار (به انگلیسی: The Labour Party) یک حزب سیاسی چپ میانه در نیوزیلند است. این حزب یکی از احزاب اصلی سیاسی در این کشور است.
در انتخابات عمومی ۱۹۹۹ این حزب تحت رهبری هلن کلارک پیروز و موفق به تشکیل دولت شد. این حزب در انتخابات ۲۰۰۸ عرصه را به حزب ملی نیوزیلند واگذار کرد و به دولت نه ساله خود پایان داد.
جاسیندا آردرن از اوت ۲۰۱۷ عهده‌دار رهبری حزب کارگر نیوزیلند است.